# Abadía de los Cuerpos Santos
La abadía de los Cuerpos Santos o abadía de Santander fue una abadía y posterior colegiata que existió en el mismo emplazamiento y bajo los cimientos de la actual catedral de Santander, en Cantabria, España.
Fue llamada de los Cuerpos Santos, debido a que se convirtió en el santuario donde recibieron sepultura, entre otros fieles, los santos Emeterio y Celedonio, mártires decapitados en Calahorra y patronos de Santander.

## Historia
Durante el dominio romano en la península, y en concreto, en lo que se cree que podría haber sido Portus Victoriae Iuliobrigensium, se llevaron a cabo una serie de edificaciones sobre un cerro que se conocería como el cerro de Somorrostro, en la actual Santander. Estas edificaciones consistían en una fortificación o pequeño castillo, unas instalaciones termales, y un monasterio advocado a san Celedonio y san Emeterio.
Sobre este monasterio fue mandada construir la abadía de los Cuerpos Santos a finales del siglo VIII por el rey Alfonso II, recibiendo este nombre no solo por contar con las cabezas de los santos mártires, sino además, con los restos humanos de otros tantos fieles que solicitaron ser enterrados en el monasterio. En el año 1068, aparece datada por primera vez en un documento hecho redactar por el rey Sancho II.
Posteriormente, en 1131, la abadía fue convertida en colegiata de los Cuerpos Santos por orden del rey Alfonso VII. Y pocos años después, comienza la construcción de una iglesia, la actual iglesia del Santísimo Cristo, que se convertiría durante el siglo XIII en los cimientos de la actual catedral de Santander.